# بیگ بیت (فیلم)
«بیگ بیت» (چکی: Šakalí léta) یک فیلم موزیکال به کارگردانی یان هژبیک است که در سال ۱۹۹۳ منتشر شد.